# خلقية الأرض الفتية
خلقية الأرض الفتية أو كما تعرف بشكل غير رسمي بنظرية خلق الأرض الفتية (بالإنجليزية : Young Earth creationism واختصارها YEC) هو اعتقاد ديني بأن السماء، والأرض والحياة على الأرض كانت مخلوقة بأمر مباشر من الله أورخت ما بين 6000  و 10000 سنة مضت. ويتبع هذه النظرية المسيحيين واليهود  الذين يؤمنون بأن الله خلق الأرض في ستة أيام ذا أربعة وعشرون ساعة، بأخذ النص العبري لسفر التكوين كمقدار حرفي. وبعض أتباعها يؤمنون بأن وجود الدليل في العالم الطبيعي اليوم تدعم التفسير الدقيق للخلق الديني كحقيقة تاريخية. ومع ذلك فأن هؤلاء الأتباع يؤمنون بأن هذا الدليل العلمي يدعم أيضاً نظرية التطور، أو نظرية توحيد العوامل الجيولوجية التاريخية geological Uniformitarianism، أو النظريات الأخرى التي تكون شاذة عن التفسير الحرفي لمقادير الخلق الموجودة في سفر التكوين أو في القرآن التي أسيئت الفهم. العديد من نظريات خلق الأرض الفتية YECs متحمسة لتطوير علم الخلق، وهي تحاول دعم الأحداث المرتبطة بالخلق الفوق-طبيعي مع الأحداث التي يمكن لها أن تثبت من خلال التفسير العلمي. هذا أدى إلى تأسيس العديد من منظمات علم خلق الأرض الفتية مثل معهد أبحاث الخلق Institute for Creation Research وجمعية أبحاث الخلق Creation Research Society.

## وصلات خارجية

### مواقع تدعم نظرية YEC
- أجوبة في سفر التكوين
- وزارات الخلق الدولية
- معهد لأبحاث الخلق

### مواقع ناقدة لنظرية YEC
- أرشيف توك أورجينز
- لا أجوبة في سفر التكوين
- إيفوويكي Evowiki
- أجوبة في الخلق. هو موقع لدارس لنظرية خلق الأرض القديمة والذي يعرض أخطاء نظرية YEC.

### أخرى
- نتائج الاستطلاع في الولايات المتحدة - اعتقادات عامة عن التطور والخلق.
- مقالة في Evowiki عن تاريخ نظرية YEC. نسخة محفوظة 19 يوليو 2008 على موقع واي باك مشين.